# The Iron Sheik
Hossein Khosrow Ali Vaziri (Teerã, 15 de março de 1942 – 7 de junho de 2023) foi um lutador de wrestling profissional américo-iraniano, mais conhecido pelo seu ring name The Iron Sheik. Ele é conhecido por derrotar Bob Backlund, conquistando o WWF Championship, título que viria a perder para Hulk Hogan, encerrando a "Golden Age" do wrestling. Ele foi também o guarda-costas da família do Shah do Irã durante muitos anos, enquanto viva no Irã.
Formou dupla com Nikolai Volkoff em sua passagem pela World Wrestling Federation. Teve aparições também na World Class Championship Wrestling, American Wrestling Association, World Wrestling Council, National Wrestling Alliance e World Championship Wrestling no fim da década de 1990. Faz parte do WWE Hall of Fame desde 2005.

## Morte
Iron morreu no dia 7 de junho de 2023, aos 81 anos de idade.